# António Pereira da Cunha e Silveira
António Pereira da Cunha e Silveira (Ribeira Seca, Calheta, ilha de São Jorge, Açores, Portugal, 3 de Janeiro de 1828 - Ribeira Seca, Calheta, 1 de Janeiro de 1900). foi um político português.
Foi filho de José Pereira da Cunha da Silveira, nascido em 13 de Dezembro de 1785 e de Joana Josefa Alvares de Sousa, nascida em 24 de Junho de 1782
Bacharel formado em Direito pela Faculdade de Direito da Universidade de Coimbra em 1854. Foi Administrador do concelho da Calheta, ilha de São Jorge e presidente da Câmara Municipal da mesma localidade.